# Ingo Buding
Pour les articles homonymes, voir Buding (homonymie).
Ingo Buding, né le 9 janvier 1942 à Lovrin en Roumanie et décédé le 13 mars 2003 à Bandol, est un ancien joueur de tennis allemand. Sa sœur ainée, Edda a aussi joué au tennis dans les années 1960.

## Carrière
Il a remporté le tournoi de Roland-Garros en simple junior en 1959 et 1960. En 1968, il est médaillé d'argent des Jeux olympiques de Mexico en exhibition.
Joueur de tennis amateur jusqu'en 1969, il a remporté plusieurs tournois internationaux dont celui de Cologne en 1961, Graz en 1962 et Aix-en-Provence en 1963. Il est également sacré champion d'Allemagne en 1961, 1966 et 1967 et finaliste en 1963.
Son meilleur résultat dans un tournoi du Grand Chelem est un quart de finale à Roland-Garros en 1965. Il élimine la tête de série n°6, Martin Mulligan au troisième tour et s'incline contre Tony Roche.
Joueur de Coupe Davis entre 1961 et 1970, il a joué un total de 52 matchs (36 victoires). Il a participé à trois reprises à la finale de la zone Européenne : en 1966, les Allemands se débarrasse de l'Afrique du Sud à Munich mais s'inclinent contre l'Inde à Calcutta. En 1968, ils retrouvent les mêmes équipes en finale et en interzone mais échouent une nouvelle fois contre les Indiens sur le score de 3 à 2. Enfin en 1970, Buding ne joue que le double et participe à la finale contre les Soviétiques. L'Allemagne remportera deux autres rencontres et s'inclinera dans le Challenge Round.

## Palmarès
- Internationaux de France : quart de finaliste en 1965, huitième de finaliste en 1966.